# 킴 쇼
킴 쇼(Kim Shaw, 1984년 5월 20일 ~ )는 미국의 배우이다.

## 출연 작품
- 노바디 웍스 인 L.A. (2016)
- 크리스틴 (2016)
- 애니멀스(영어판) (2014)
- 샷건 웨딩 (2013)
- 글로리 데이즈(영어판) (2010)
- 내겐 너무 과분한 그녀 (2010)
- 들어는 봤니? 모건 부부 (2009)
- 베이비시터 (2007, The Babysitters)

### 텔레비전
- 로앤오더 (2006)
- 가십걸 (2007)
- 섹스 앤 더 시티 (2008)
- 굿 와이프 (2009)
- 화이트 칼라 (2009)
- I Just Want My Pants Back (2011)
- 내가 그녀를 만났을 때 (2012)
- 두 남자와 1/2 (2013)
- NCIS (2014)
- 세이빙 호프 (2015-17)
- 시카고 PD (2017)
- 블루 블러드 (2018)